# Máximo Carlos Maldonado
Máximo Carlos Maldonado fue un escultor platense, nacido en Magdalena (provincia de Buenos Aires) el 8 de abril de 1900, falleciendo el 15 de junio de 1980. Cursó estudios secundarios y especiales en la ciudad de La Plata, lugar de su residencia, en lo que se refiere a su formación artística puede considerárselo autodidacta.

## Biografía
Se desempeñó como profesor especial en la Escuela Graduada Joaquín V. Gonzalez, anexa a la Universidad Nacional de La Plata, en la Dirección General de Arquitectura de la Nación entre los años 1928 /1947 a más de realizar estudios escultóricos para el Ministerio de Educación de la Provincia de Bs. As.
A partir del año 1930 interviene en el movimiento de la plástica de su país siempre en calidad de escultor, participando de manera asidua en concursos, salones y muestras colectivas realizados en la Capital de la República y en el interior del país figurando como expositor en el Salón Nacional de Artes Plásticas del Cincuentenario de La Plata, de la Provincia de Bs. As., Mar del Plata, Quilmes, Bahía Blanca, Junín y Necochea.
Obtuvo premios nacionales y provinciales, realizó muestras de sus obras en todo el país y en el extranjero, con crítica encomiable. Obtuvo tres becas para la Comisión Nacional de cultura, Comisión Provincial de Cultura y Diario ¨El Día¨ de La Plata para celebrar exposición de sus obras en París.
En Argentina oportunamente se lo consideró como el animalista más destacado, figuró en el Reader´s Digest entre los cinco mejores de Argentina y en el Diccionario Espasa Calpe.
Celebró sus cincuenta años con el arte rodeado de infinidad de amigos, admiradores y familiares.
Falleció el 15 de junio de 1980. Hubo exposiciones póstumas de sus obras en el Museo Almafuerte , Pasaje Dardo Rocha, Salón Bernardino Rivadavia de La Plata, y museo de la Catedral de La Plata. Sus obras permanecen en tenencia de sus nietos.

## Obras en paseos públicos

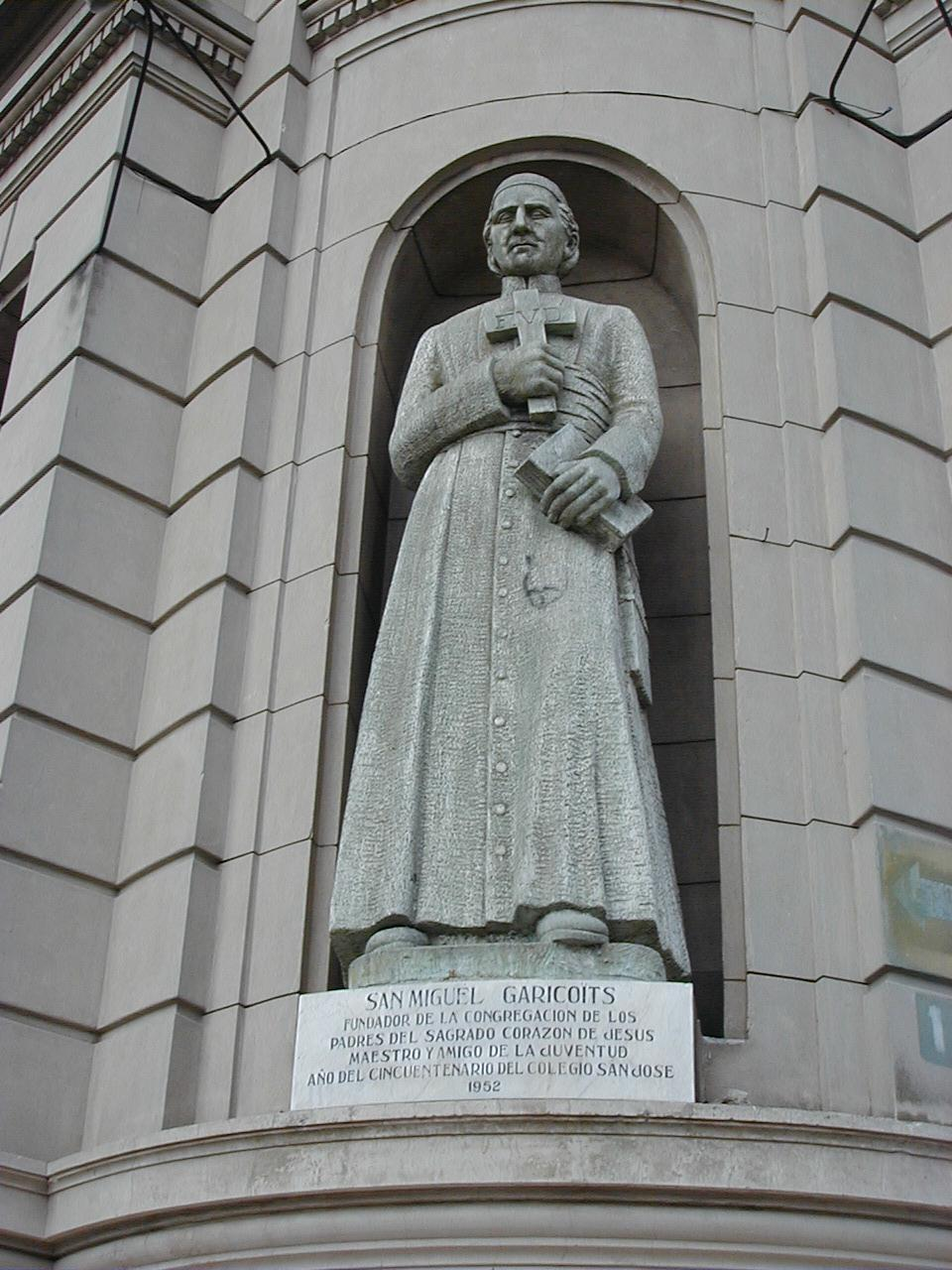
San Miguel de Garaicoits

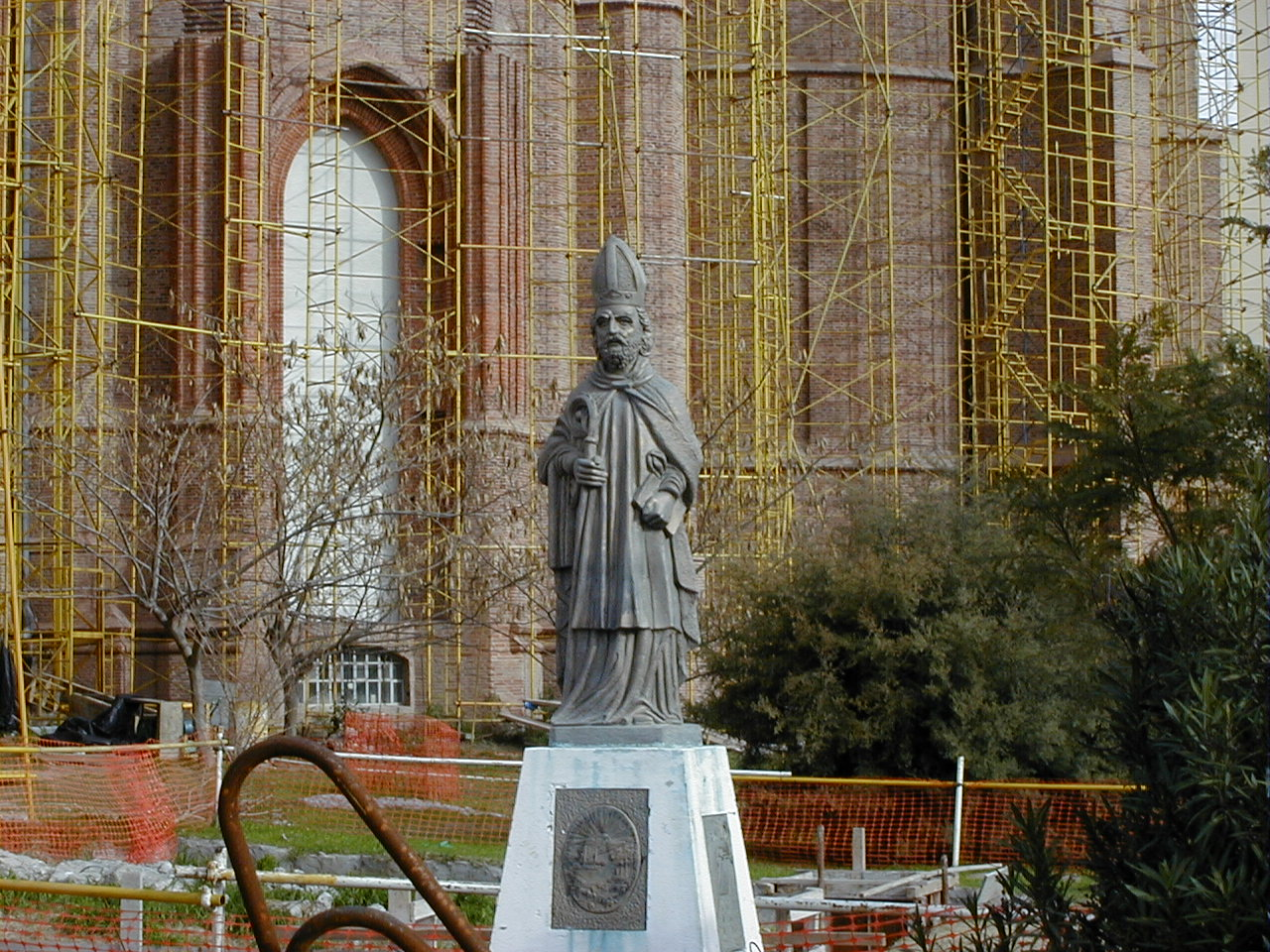
San Ponciano, Catedral de La Plata (durante obras de finalización)

- Monumento a la Madre, rambla del acceso sur a Chascomús.
- Bustos de los Cinco Sabios de La Plata, Paseo del Bosque, La Plata
- Estatuas de Sarmiento y Ameghino, Escuela n.º 11 (12 y 67) La Plata
- Mural de la Redención, Cementerio de La Plata
- San Ponciano, jardines de la Catedral de La Plata
- San Miguel de Garaicoit, Colegio San José, (11 y 51) La Plata
- Animales (en la Plaza Mitre, Magdalena), trasladadas al museo histórico frente a la plaza para su mejor conservación
- Bustos de Miguel de Cervantes y Juan Ramón Jiménez, Instituto de Cultura Hispánica de La Plata, (6 y 54)
- Cóndor, Escuela n.º 19 La Plata (diag. 73 y 41)
- Santa Teresa de Ávila, Iglesia Santa Teresa (11 y 45)

## Obras en Museos
- Cabezas de animales, hall central del Museo de Ciencias Naturales de La Plata (U.N.L.P.).
- Animales, Museo de Ciencias Naturales Bernardino Rivadavia Ciudad Autónoma de Buenos Aires.
- Museo de Bellas Arte de La Boca.
- América, Madrid, España.
- Bellas Artes Fernando Fader.
- Bellas Artes de la Provincia de Buenos Aires.
- Histórico de Luján.

## Publicaciones

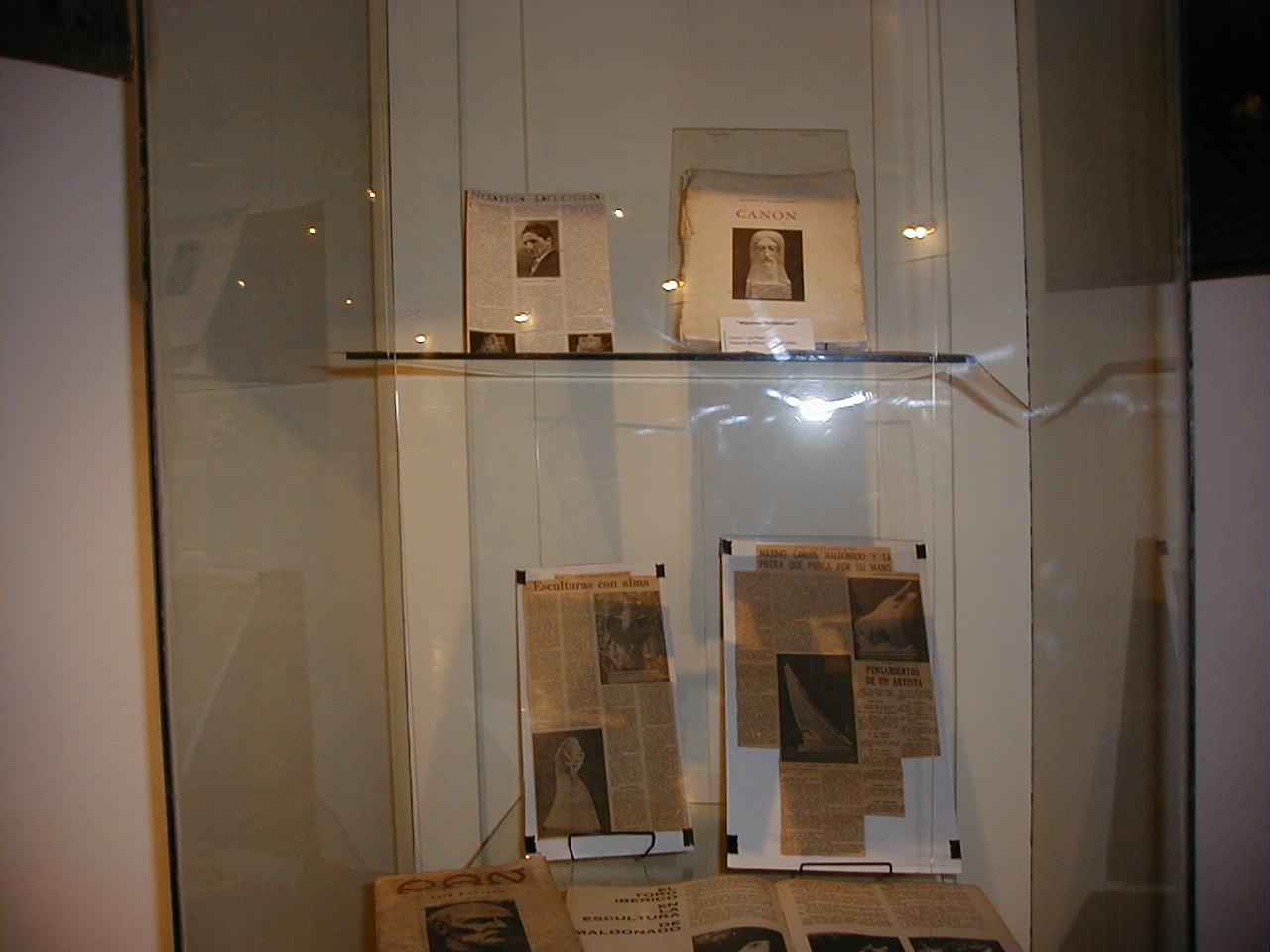
Máximo Carlos Maldonado (Publicaciones en exposición Catedral de La Plata 2007)

- 1943 - Canon, Ética y estética del arte.

## Distinciones
- 1934 Premio Estímulo Salón Nacional de Bellas Artes
- 1963 Condecoración con la Orden Alfonso X El Sabio, España

## Citas y comentarios descriptivos de sus exposiciones
"Maldonado se presenta bajo dos aspectos el de animalista y el de figurista. Al primero debe no pocos triunfos. Hay en Maldonado un plástico eficaz y observador sutil cuya capacidad expresiva le hace apto para realizar las obras más disímiles." (Diario La Nación, Bs. As.)
"Animalista de garra, este estatuario argentino, decorador felicísimo de nuestro Museo de Historia Natural, acude siempre a lo esencial y sustantivo del sujeto, estilizando el caracter específico de sus selváticas alimañas con un sentido de color y ambiente, que es la cualidad de su obra."(Diario La Prensa, Bs. As.).
"Los modos originales de Maldonado se han aplicado hasta ahora a la estilización de la figura animal, entrevista por el escultor con una espiritualidad decorativa que le ha proporciomado no pocas satisfacciones." (Diario El Día, La Plata).

## Referencias

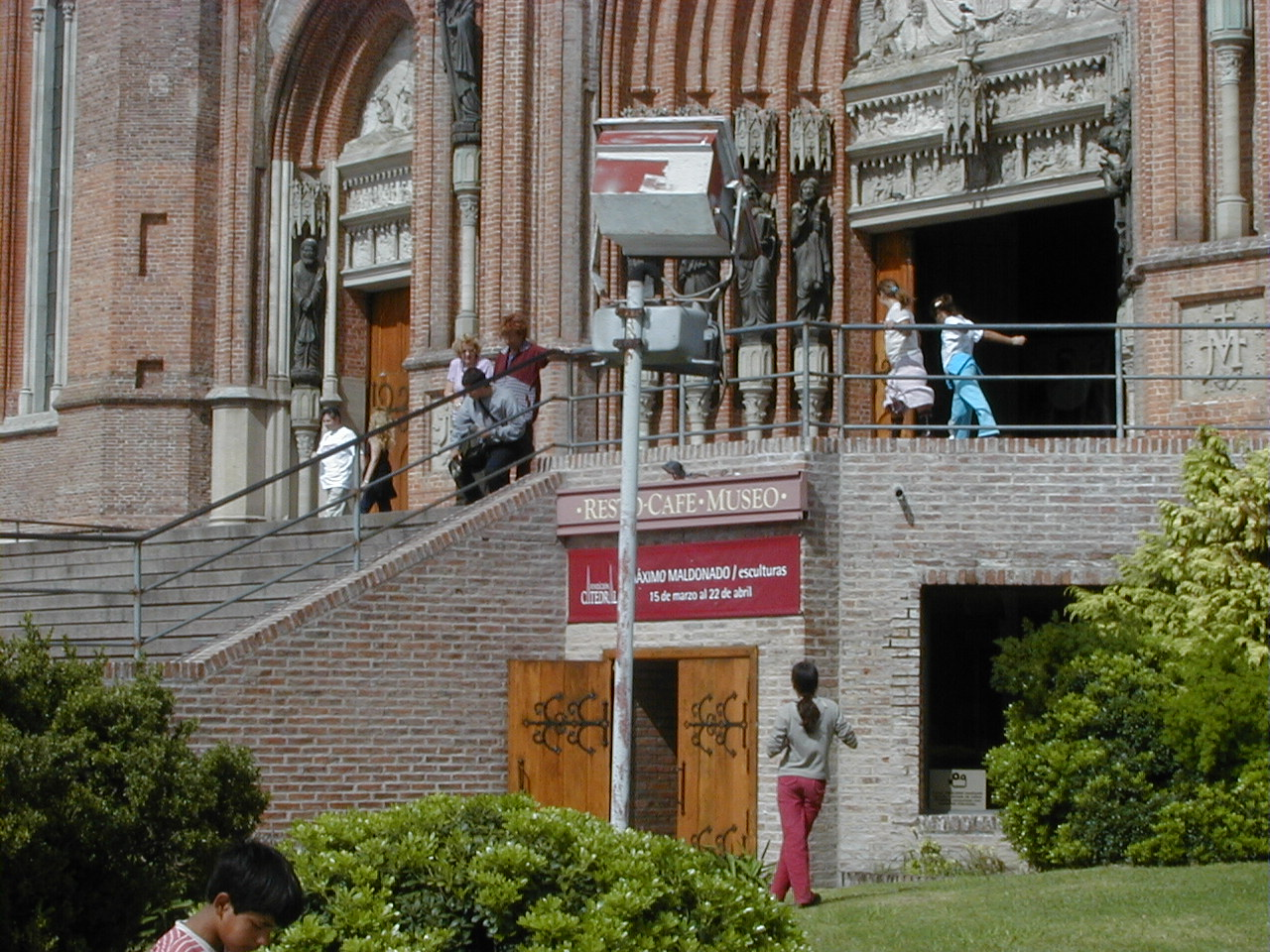
Máximo Carlos Maldonado Exposición Catedral La Plata 2007